# Mario Mattei
Mario Mattei (ur. 6 września 1792 w Perugii, zm. 7 października 1870 w Rzymie) – włoski duchowny, kardynał.

## Życiorys
Święcenia kapłańskie otrzymał w 1817. Mianowany kardynałem na konsystorzu 2 lipca 1832 przez papieża Grzegorza XVI. W grudniu 1840 został sekretarzem spraw zagranicznych w sekretariacie stanu Stolicy Apostolskiej. Archiprezbiter bazyliki św. Piotra na Watykanie od 1843 roku. Kardynał biskup Frascati 1844–54 i Porto 1854–60. Prefekt Trybunału Sygnatury Apostolskiej od 1854 do 1858, następnie prodatariusz Jego Świątobliwości. 30 września 1860 został dziekanem kolegium kardynalskiego, kilka miesięcy później objął przypisaną do tej funkcji diecezję Ostia. Legat apostolski w Velletri. Uczestniczył w soborze watykańskim I 1869–1870. Zmarł w Rzymie, 17 dni po jego zajęciu przez Włochów.